# Émile Gagnan
Émile Gagnan (Borgogna, 11 dicembre 1900 – 27 aprile 1984) è stato un ingegnere francese.
È conosciuto per essere stato, assieme a Jacques-Yves Cousteau, l'inventore del regolatore di pressione  dell'erogatore dell'aqua-lung nel 1943.
Gagnan nacque in Borgogna nel 1900 e si laureò nei primi anni venti. Lavorò poi come ingegnere specializzato nella pneumatica ad alta pressione presso la società Air Liquide.
Il primo Aqua-lung venne prodotto nel 1946. Un anno dopo Emile Gagnane e la sua famiglia emigrarono a Montréal, Canada e lì iniziò a lavorare per la Canadian Liquid Air Ltd., dove organizzò un laboratorio e continuò a progettare e realizzare un gran numero di tecnologie subacquee, tra cui il prototipo dei moderni erogatori in uso oggi.